# Hydraena quadricollis
Hydraena quadricollis är en skalbaggsart som beskrevs av Thomas Vernon Wollaston 1864. Hydraena quadricollis ingår i släktet Hydraena och familjen vattenbrynsbaggar. Inga underarter finns listade i Catalogue of Life.